# Adam Ant
Adam Ant, właśc. Stuart Leslie Goddard (ur. 3 listopada 1954 w Marylebone w Londynie) – brytyjski muzyk, wokalista, gitarzysta i aktor.

## Życiorys

### Wczesne lata
Urodził się w Marylebone w środkowym Londynie jako jedyne dziecko Alfreda Leslie Goddarda i Betty Kathleen Smith. Jego ojciec służył w Royal Air Force i pracował jako szofer, a jego matka była hafciarką dla projektanta mody Normana Hartnella. Jest pochodzenia romskiego. Jego rodzice rozwiedli się, gdy miał siedem lat. Wychowywała go matka.
Uczęszczał do Barrow Hill Junior School i szkole dla chłopców St Marylebone Grammar School, gdzie fascynował się lekcjami historii i grał w rugby. W połowie lat 70. ukończył studia na wydziale projekt graficzny w londyńskiej Hornsey School of Art.

### Kariera
Po ukończeniu studiów zaczął śpiewać z zespołami Bazooka Joe i B-Sides. Popularność zdobył w późnych latach 70. i wczesnych 80. jako lider post punkowej grupy Adam and the Ants. W tym czasie zespół nagrał łącznie trzy albumy: Dirk Wears White Sox (1979), Kings of the Wild Frontier (1980) i Prince Charming (1981). W Wielkiej Brytanii singiel z drugiej płyty „Antmusic” trafił na drugie miejsce listy przebojów, a dwa następne single z kolejnej płyty – „Stand and Deliver” i „Prince Charming” na miejsce pierwsze. Ant występował wówczas w mocnym makijażu wojennym Indian i ubrany w kaftan XIX-wiecznych piratów. Po rozpadzie grupy w marcu 1982 rozpoczął karierę solową.
W 1982 wydał pierwszy solowy album pt. Friend of Foe. Singiel „Goody Two Shoes” z tej płyty dotarł na pierwsze miejsce brytyjskiej i australijskiej listy przebojów. W 1983 Ant współpracował z Philem Collinsem i Richardem Jamesem Burgessem nad kolejnym albumem, Strip. Pomimo sukcesu singla „Puss ’N Boots” (piąte miejsce na brytyjskiej liście przebojów), utwory „Puss ’N Boots” i „Strip” wraz z teledyskami zostały wycofane z emisji przez BBC.
Zajmował się również aktorstwem. Wystąpił w komedii Dereka Jarmana Jubileusz (1978), do którego współtworzył także oprawę muzyczną, oraz filmie Slam Dance (1987) Wayne’a Wanga. Grywał też na scenie, w 1985 w spektaklu Joego Ortona Entertaining Mr. Sloane, a w 1993 w przedstawieniu Stevena Berkoffa Greek w reżyserii Bruce’a Payne’a. W komedii Malcolma Marmorsteina Ukochany gryzoń (1993) z Michelle Forbes pojawił się jako Zachary Simms.
We wrześniu 2006 wydał książkę autobiograficzną Stand and Deliver. W 2008 otrzymał nagrodę magazynu Q.

## Dyskografia
- Friend or Foe (1982)
- Strip (1983)
- Vive le Rock (1985)
- Manners and Physique (1990)
- Antmusic – The Very Best of Adam Ant (1993)
- Persuasion (unveröffentlicht) (1993)
- B-Side Babies (Compilation) (1994)
- Wonderful (1995)
- Essential Adam Ant (2002)
- Redux (2005)
- Adam Ant Is The Blueblack Hussar In Marrying The Gunner’s Daughter (2013)

### Single
| Rok  | Tytuł             | Pozycja na liście |
| Rok  | Tytuł             | LP3               |
| ---- | ----------------- | ----------------- |
| 1982 | „Goody Two Shoes” | 22                |
| 1983 | „Puss ’n Boots”   | 12                |
| 1984 | „Apollo 9”        | 23                |
| 1995 | „Wonderful”       | 23                |

## Filmografia

### Filmy fabularne
- 1978: Jubileusz (Jubilee) jako Dzieciak
- 1986: Nomads jako numer jeden, Nomàd
- 1987: Zimna stal (Cold Steel) jako Dorian Michael 'Mick' Duran
- 1988: Świat oszalał (World Gone Wild) jako Derek Abernathy

### Seriale TV
- 1983: Motown 25: Yesterday, Today, Forever
- 1985: McCall (The Equalizer) jako Francis DeGraumont
- 1987 : Niesamowite historie (Amazing Stories) jako Ted Hellenbeck
- 1992: Przystanek Alaska (Northern Exposure) jako Brad Bonner
- 1995: Batman jako Bert (głos)
- 1999: Nikita jako Simon Crachek
- 1999: Sylwester i Tweety na tropie jako